# Kai Mykkänen
Kai Mykkänen, né le 31 juillet 1979 à Espoo, est un homme politique finlandais, membre du Parti de la coalition nationale (Kok).
Il est député à la Diète nationale depuis 2015, ministre du Commerce extérieur et du Développement de 2016 à 2018, de l'Intérieur de 2018 à 2019 puis de l'Environnement et du Climat de 2023 à 2025.